# Bruno Castellarin
Bruno Castellarin (Verona, 18 dicembre 1908 – 22 maggio 1971) è stato un politico italiano, eletto nella I legislatura nella coalizione di Unità Socialista e nella II con il PSLI di Giuseppe Saragat.

## Biografia
Fu vicesindaco della città di Verona negli anni cinquanta.